# Inerte Substanz

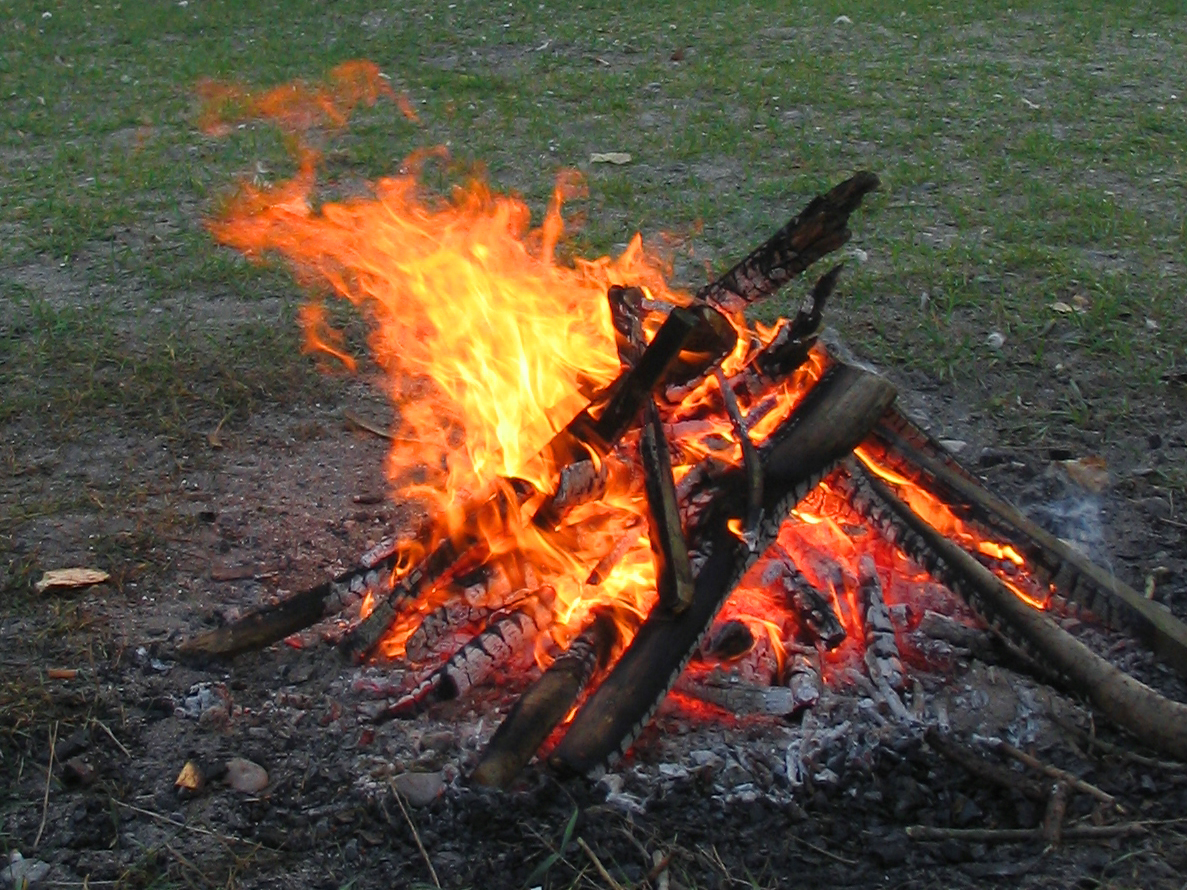
Ein Stück Holz ist unter normalen Bedingungen inert, es fängt nicht von selbst Feuer. Wurde es jedoch angezündet, so brennt es von selbst weiter.

Als chemisch inert (lateinisch für „untätig, unbeteiligt, träge“) bezeichnet man chemische Stoffe, die unter den jeweilig gegebenen Bedingungen mit potentiellen Reaktionspartnern (etwa Luft, Wasser, Edukte und Produkte einer Reaktion) nicht oder nur in verschwindend geringem Maße reagieren.
Der Begriff wird in der chemischen Literatur häufig nicht eindeutig verwendet. Im Zusammenhang mit der Reaktionskinetik wird inert gegenteilig zu labil verwendet, so wie in der chemischen Thermodynamik oft zwischen stabil und instabil unterschieden wird. Die Internationale Union für reine und angewandte Chemie definiert den Begriff dagegen als stabil und unreaktiv unter gegebenen Bedingungen.
Chemisch inert sind Inertgase wie die Edelgase, viele Edelmetalle unter Normalbedingungen oder häufig die bei Reaktionen eingesetzten Lösungsmittel und Trägergase. Glas gilt als praktisch inert und wird daher häufig als Verpackung für reaktive oder sensible Substanzen verwendet.
Inert ist jedoch kein absoluter Begriff: Unter bestimmten Bedingungen können auch ansonsten inerte Stoffe chemische Reaktionen eingehen (Stickstoff reagiert in Verbrennungsmotoren zu Stickoxiden, Platin reagiert in Königswasser). Viele Jahre lang galten die Edelgase, also elementare Gase wie Helium und Xenon, als völlig inert; im Jahr 1962 zeigte allerdings der britische Chemiker Neil Bartlett, dass sie unter drastischen Reaktionsbedingungen sehr wohl chemische Reaktionen eingehen können.
Inerte Stäube sind Partikel eines Stoffs, bei dem keine schädigende Wirkung auf den menschlichen Körper bekannt ist. Dazu gehören z. B. Stärke und Zellulose. Jedoch können sich Zellulosestäube akkumulieren, da sie nicht vom Körper abgebaut werden können, und eine Baumwolllunge auslösen.